# Aud Wilken
Aud Wilken (Berlim Oriental, 1965-) é uma cantora dinamarquesa, melhor conhecida pela sua participação no Festival Eurovisão da Canção 1995.

## Primeiros tempos e carreira
Wilken nasceu na então Berlim Leste em 1965, filha de pai dinamarquês e mãe alemã e viveu na RDA até 1974, altura em que a família partiu para a Dinamarca. A sua estreia musical ocorreu em 1988 no álbum Midnight at the Grooveyard pela banda post-punk The Overlords.
Voltou  a aparecer nessa banda no álbum "The Poets' de 1990.

## Festival Eurovisão da Canção
Em 1995,  a canção de  Wilken "Fra Mols til Skagen" ("De Mols a Skagen") foi escolhida para representar a Dinamarca no  Festival Eurovisão da Canção que teve lugar em  13 de maio  em Dublin. "Fra Mols til Skagen" foi uma canção muito diferente das que a Dinamarca customava levar à Eurovisão, era uma balada lenta e que terminou num respeitável quinto lugar, entre 23 canções.
Wilken também participou nas eliminatórias para a final dinamarquesa no Dansk Melodi Grand Prix de 2007, mas a sua canção "Husker du" ("Lembras-te?"), não conseguiu chegar à semifinal, tendo sido eliminada.

## Álbuns
Ela lançou apenas um álbum a solo, intitulado Diamond In the Rough,em 1999.